# One Man Army and the Undead Quartet

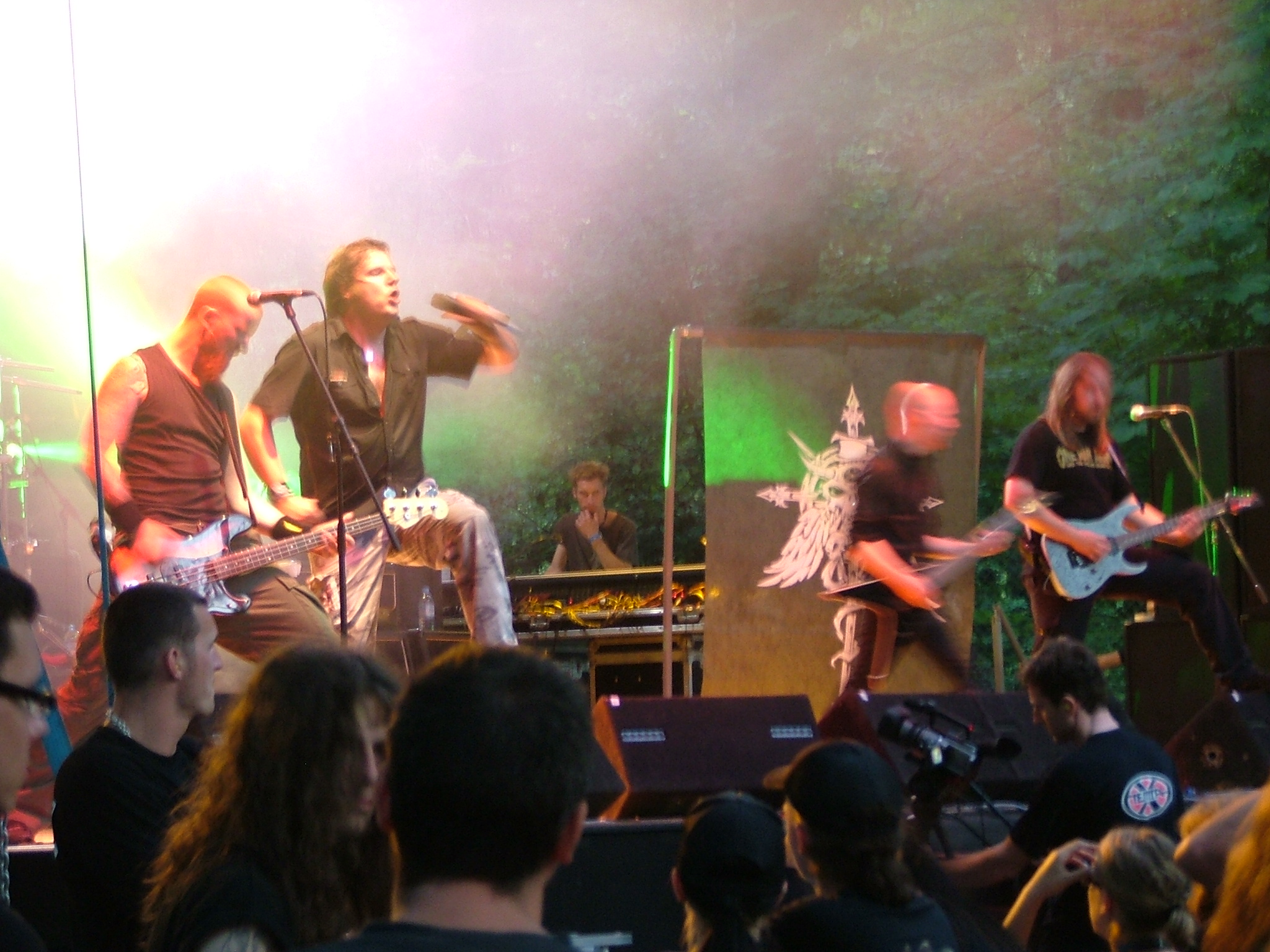
De band in 2007

One Man Army and the Undead Quartet is een deathmetalband uit Zweden. 
Hun muziek kan het best beschreven worden als deathmetal met thrashmetal invloeden. De band heeft zich gevormd nadat The Crown (band) uit elkaar ging.

## Leden
- Johan Lindstrand - Zang
- Pekka Kiviaho - Gitaar
- Mikael Lagerblad - Gitaar
- Marek Dobrowolski - Drum
- Robert Axelsson - Basgitaar

## Albums
- When Hatred Comes To Life (promo) 2005
- 21st Century Killing Machine 2006
- Error In Evolution 2007
- The Dark Epic 2011